# Miss Mary Lillian Duke
Miss Mary Lillian Duke Biddle est une peinture à l'huile sur toile de Joaquim Sorolla. Elle est conservée au Nasher Museum of Art de l'Université Duke à Durham (Caroline du Nord).
La toile a probablement été peinte à Paris à l'été 1911. Elle fait partie des quatre tableaux commandés par Benjamin Duke à Sorolla, alors que leur résidence à New York était en construction.
Mademoiselle Mary Lillian Duke Biddle (en) a 24 ans lorsqu'elle pose pour Sorolla. Elle est sereine et distinguée. Elle est représentée dans un parc, la main appuyée au piédestal d'une statue, l'autre baissée avec un chapeau noir à la main. Un foulard de même couleur tombe sur ses bras, rappelant la couleur de la chevelure et créant un puissant contraste avec les couleurs claires qui dominent. La robe blanche rappelle les statues grecques, détail renforcé par le piédestal au second plan. Une rose est posée sur la poitrine. En second plan, le rouge vif des fleurs ressort des feuillages.